# سید علی خاتمی
سیدعلی خاتمی (زاده ۱۵ خرداد ۱۳۳۲، یزد) برادر سید محمد خاتمی، رئیس‌جمهور سابق ایران است. او به مدت ۴ سال در دولت دوم خاتمی از سال ۱۳۸۰ تا ۱۳۸۴ رئیس دفتر رئیس‌جمهوری بود. او فوق لیسانس مهندسی صنایع از بروکلین دارد.